# Oreodera marinonii
Oreodera marinonii là một loài bọ cánh cứng trong họ Cerambycidae.